# Glimt fra Sverige
|  | Denne artikel er oprettet af botten Steenthbot ud fra en ekstern database. Den kan derfor have sproglige fejl eller mangler. Denne skabelon kan fjernes efter kontrol af indholdet. |

Glimt fra Sverige er en dansk dokumentarfilm fra 1950.

## Handling
Forskellige billeder fra Sverige: Landbrug, seværdigheder, Gotland, Gøteborg, sejltur på Gøtakanalen, Stockholm, Falun, tømmer på elv og samere.